# Allumiere
Allumiere es un municipio italiano situado en la ciudad metropolitana de Roma, en el Lazio. Tiene una población estimada, a fines de octubre de 2023, de 3721 habitantes.

## Evolución demográfica
| Gráfica de evolución demográfica de Allumiere entre 1861 y 2023 |
|                                                                 |
| Fuente: ISTAT - Elaboración gráfica de Wikipedia                |

## Ciudades hermanadas
- Puzol
- Eglfing
- Deutschkreutz